# سام مزراحی
سام مزراحی یا میزراهی (عبری:שמ מזרחי انگلیسی: Sam Mizrahi) یک کارآفرین و سازنده مسکن ایرانی-اسرائیلی- کانادایی است که در شهر تورنتو کانادا فعالیت دارد. بیشتر شهرت وی به خاطر ساخت چندین برج معروف در تورنتو است.
میزراهی در زبان عبری به معنای مشرقی و خاوری میباشد

## زندگی‌نامه
سام میزراحی در ایران در یک خانواده یهودی از شموئل میزراحی و زیبا بهروش به دنیا آمد. خانواده او در سن ۶ سالگی وی در سال ۱۹۷۷ به کانادا مهاجرت کردند و در شهر تورونتو ساکن شدند. میزراحی تحصیلات کمتر از دیپلم دارد و دوره دبیرستان خود را به پایان نبرده است. او خود را یک کارآفرین می‌داند. او ابتدا کار خود را با فعالیت در صنف خشک‌شویی آغاز کرد و شرکت «دوو کورپ» را تأسیس نمود تا اینکه این شرکت در سال ۲۰۰۷ میلادی ورشکست شد. میزراحی سپس شرکت «میزراحی دولوپمنتز» را تأسیس نمود که یکی از بزرگترین سازندگان مسکن لوکس در شهر تورونتو کانادا می‌باشد. او ادعا کرده‌است که از سال ۱۹۸۷ و قبل از فعالیت خشک‌شویی خود در زمینه ساخت و ساز در تورنتو فعال است. میزراحی دارای همسری به نام میشال بوده و دارای یک پسر به نام اتان و یک دختر به نام ادن می‌باشد.وی ارتباط فامیلی نزدیک با خانواده بیابانی دارد.اعضای این خانواده نیز اخیرا به دلیل اختلاس سنگین از ایران گریخته‌اند. 

## ارتباط و اختلاف با محمودرضا خاوری
در سال ۲۰۱۶ دادگاهی در ایالت انتاریو شکایت میزراحی را از شریک تجاریش محمودرضا خاوری دریافت کرد. محمودرضا خاوری که هم از سوی دولت ایران متهم است در بزرگ‌ترین اختلاس تاریخ این کشور دست داشته و هم از سوی مخالفان دولت ایران متهم است که از طریق ارتباطات دولتی خود توانسته بزرگ‌ترین سوءاستفاده مالی را در ایران به‌نام خود ثبت کند، در دو پروژه ساخت کاندو لوکس در منطقه میدتاون تورونتو متعلق به سام میزراحی سرمایه‌گذاری کرده بود. ۱۴٫۵ میلیون دلار سرمایه این طرح توسط خشایار خاوری پسر محمودرضا خاوری تأمین شده بود و ساخت و ساز توسط سام میزراحی صورت می‌گرفت. در شکایت هر دو طرف مدعی هستند که طرف مقابل به تعهدات خود عمل نکرده است. همچنین خاوری درخواست ۱۰۵ میلیون دلار خسارت کرده‌است. خاوری مدعی است که میزراحی دو میلیون دلار از این مبلغ را صرف خرید جت شخصی، هزینه تحصیل فرزندش و دکوراسیون ویلا نموده‌است. میزراحی نیز خاوری را متهم کرده‌است که سرمایه لازم را تهیه نکرده است و او مجبور شده‌است مبلغ زیادی از بانک با سود بالا وام بگیرد. میزراحی همچنین خاوری را متهم کرده‌است که طی تماس تلفنی او را تهدید نموده‌است.
همچنین بر اساس گزارش بلومبرگ، بیشتر سرمایه خشایار خاوری از طرف پدرش تأمین شده و همچنین ادعا کرده‌است که او در پروژه ساخت برج "The one" نیز سرمایه‌گذاری کرده‌است. رابطه خاوری و میزراحی سابقه طولانی دارد و فعالیت‌های آن دو به سال ۲۰۱۱ و قبل از زمان اختلاس ۳ هزار میلیارد تومانی بازمی‌گردد. بر پایه این گزارش بعد از فرار خاوری به کانادا میزراحی قصد داشته‌است رابطه تجاری خود با خاوری را لغو کند زیرا او تصور می‌کرد که حسابهای خاوری مسدود خواهد شد؛ ولیکن خاوری ادعا می‌کند که هیچ‌یک از حسابهای وی مسدود نشدند.
در ماه ژوئیه سال ۲۰۱۶ روزنامه گلوب اند میل گزارش کرد که رابطه خاوری با میزراحی به سال ۲۰۰۸ بازمی‌گردد. در این زمان دو پسر خاوری به نامهای خشایار و اردوان که هر دو حدود ۲۰ ساله بودند در پروژه‌های میزراحی مبلغی حدود ۱۴٫۲ میلیون دلار سرمایه‌گذاری کردند. میزراحی ادعا می‌کند که بعد از فرار محمودرضا خاوری به کانادا رابطه تجاری خود را با خانواده خاوری کم کرده‌است ولیکن برادران خاوری ادعا می‌کنند که در پروژه‌های زیادی مربوط به میزراحی سرمایه‌گذاری کرده‌اند. گلوب اند میل گزارش می‌کند که خانواده خاوری علاوه بر رابطه با میزراحی در چهار سال گذشته حدود ۱۲٫۱ میلیون دلار در پروژه‌های مختلف در تورونتو سرمایه‌گذاری کرده‌است و دارای حدود ۱۰ وام بانکی مسکن به مبلغ حدود ۱۱ میلیون دلار می‌باشد که بعضی از این وامها دارای سود بالا نظیر ۱۰ و ۲۱ درصد هستند.
در شکایت اول خاوری طرفین خشایار خاوری و محمد مهدی تاجبخش داماد خاوری و سام میزراهی، میشال میزراحی و زیبا میزراحی هستند. بر اساس مدارک دادگاه خشایار خاوری در ابتدا با نام مستعار خشایار خلیلی در کانادا فعالیت می‌کرده است. خاوری و میزراحی در ابتدا شرکتی در کانادا به نام میزراهی-خلیلی اینکورپوریتند ثبت کرده‌اند. در ماه مارس سال ۲۰۱۶ قاضی ویلتون سیگل به پرونده در دور اول رسیدگی کرده‌است. در این درخواست خشایار خاوری درخواست کرده بود که سهام پنج شرکتی که با میزراحی شریک بوده‌است به او بازگردد؛ ولیکن با توجه به قرارداد امضا شده بین خاوری و میزراحی او بعد از جنجال اختلاس در ایران کلیه سهام خود را به میزراحی منتقل کرده‌است. خاوری در این درخواست ادعا کرده‌است که این انتقال سهام ظاهری و برای فرار از مسائل قضایی مرتبط با پرونده در ایران بوده‌است و میزراحی قول داده بوده‌است که سهام را به وی بازگرداند؛ ولیکن با توجه به سند مکتوب موجود قاضی درخواست وی را رد می‌کند. در درخواست دیگری که خاوری از دادگاه مطرح کرده بود که وضعیت مالی شرکت میزراحی مجدداً توسط یک شرکت بازرسی مورد بررسی قرار گیرد دادگاه با توجه به اینکه یکبار این کار توسط دو شرکت بازرسی استخدام شده توسط خاوری و میزراحی انجام شده‌است درخواست وی را در ۱۷ اوت ۲۰۱۶ رد کرد.

### پروژه‌های مورد اختلاف
بر اساس مدارک ارائه شده در دادگاه انتاریو خشایار خاوری و سام میزراحی در پروژه‌های زیر دارای شراکت پنجاه درصد هستند. تمامی این پروژه‌ها در دادگاه انتاریو مورد بررسی هستند:

#### ۱۳۳ هازلتون - تورونتو
یک ساختمان نه طبقه دارای ۳۸ واحد که در ماه مارچ سال ۲۰۱۵ خریداری شده‌است. بانک HSBC نیز در این پروژه سرمایه‌گذاری کرده‌است و هزینه پروژه پنجاه و شش میلیون دلار و درآمد آن هفتاد میلیون دلار پیش‌بینی شده‌است.

#### ۱۸۱ داونپورت - تورونتو
ساختمان ۱۲ طبقه ۷۹ واحدی که قرار بود در انتهای سال ۲۰۱۵ تکمیل شده و مورد استفاده قرار گیرد؛ ولیکن پایان آن چندین مرتبه مورد تأخیر قرار گرفت و فعلاً قرار است در سال ۲۰۱۷ تکمیل شود. هزینه پروژه ۷۳ میلیون دلار و درآمد آن ۱۰۲ میلیون دلار است.

#### ۱۴۵۱ ولینگتون اتاوا
ساختمان ۱۲ طبقه که جنجالهای زیادی در شهر اتاوا برپا کرد و در شهرداری اتاوا مورد اختلافهای زیادی است.

#### کنیسه یهودی فورست هیل - تورونتو
بزرگترین کنیسه ۴۵ سال اخیر در تورونتو که توسط میزراحی ساخته شده‌است. طراحی ساختمان کپی‌برداری شده از کنیسه جاسلو در لهستان است که در زمان جنگ جهانی دوم توسط نازیها تخریب شده‌است. نام مرکز کنیسه یهودی تامی لتنر در نظر گرفته شده‌است. سقف ساختمان از روی ساخته شده‌است و دارای محل پذیرایی، کتابخانه، کتابخانه هولوکاست و سوکا بر روی سقف ساختمان می‌باشد. ساخت آن در نوامبر ۲۰۱۴ به پایان رسید. بر اساس نوشته گلوب اند میل این کنیسه پیچیده‌ترین کنیسه ساخته شده بعد از جنگ جهانی دوم در سراسر دنیا می‌باشد. برای شباهت بیشتر به کنیسه اصلی جاسلو که در لهستان تخریب شده بود بعضی قسمت‌های کنیسه در اسرائیل ساخته شد و سپس به کانادا منتقل گردید. این مرکز در سپتامبر سال ۲۰۱۵ به بهره‌برداری رسید.

#### ۱۲۸ هازلتون - تورونتو
ساختمان ده طبقه دارای ۲۱ واحد.

#### برج The One - تورونتو
برج ۸۰ طبقه که یکی از بلندترین ساختمان‌های کانادا خواهد شد. محل پروژه در تقاطع خیابان یونگ و بلور در تورونتو است. میزراحی ادعا می‌کند که تنها برای زمین این برج ۳۰۰ میلیون دلار پرداخت کرده‌است. هزینه پروژه چیزی در حدود ۱ میلیارد دلار سنجیده شده‌است.
در سال ۲۰۱۵ میزراحی دوباره خبرساز شد. شهر تورونتو ساختمان استرولی را که در زمین‌های این پروژه قرار داشت به عنوان میراث فرهنگی در نظر گرفته بود ولیکن میزراحی شبانه در آخر هفته این ساختمان را تخریب کرد. خراب شدن این سازه همه را شگفت زده کرد زیرا این کار بدون اجازه انجام شده بود.
میزراحی پایان این ساختمان را ابتدا در سال ۲۰۱۸ پیش‌بینی کرده بود؛ ولیکن با توجه به وضعیت فعلی تاخیرهای زیادی در این پروژه پیش‌بینی می‌شود.

### حکم نهایی دادگاه
سرانجام در اکتبر ۲۰۱۶ قاضی دادگاه عالی انتاریو، حکم نهایی خود را صادر کرد که شامل ۱۳ صفحه و ۵۵۰۰ کلمه در شرح کامل پرونده، بررسی استدلال‌ها، جریان پرونده، روند شراکت طرفین و اعداد و ارقام نجومی تبادل‌شده بین دو طرف است و در نهایت بسیار صریح و روشن همه ادعاهای خاوری را به عنوان شاکی رد و حتی او را مکلف کرده‌است که غرامتی معادل ۳۷۳٬۸۶۰ دلار به میزراحی بپردازد.

## فعالیت‌ها
میزراحی به یهودی بودن خود افتخار می‌کند و فعالیت‌های زیادی برای کمک به یهودیان انجام داده است. او یکی از مدیران و مهمترین کمک کنندگان مالی به پروژه «راه رفتن با اسرائیل»، مراسمی سالانه در تورنتو که کمکهای مالی برای اسرائیل در آن جمع‌آوری می‌شود است.
او همچنین در هیئت مدیره سازمان «دوستان مرکز سیمون ویزنتال» که در مورد هولوکاست مطالعه می‌کند است.